# Kuroshiovolva
Kuroshiovolva is een geslacht van weekdieren uit de klasse van de Gastropoda (slakken).

## Soorten
- Kuroshiovolva lacanientae Lorenz, 2009
- Kuroshiovolva shingoi Azuma & Cate, 1971